# Freás
Freás (llamada oficialmente Santa María de Freás) es una parroquia del municipio español de Pungín, en la provincia de Orense, Galicia.

## Historia
Freás aparece citado en el Diccionario de Pascual Madoz y en el Catastro de Ensenada como la Parroquia de Santa María de Freanes. En este último resalta que ocupa un cuadrado de "un cuarto de legua desde el otero Da Trapa acia el Sur" y otro cuarto de legua de este a oeste "hasta las heredades dos Pensos". En el de Ensenada también se hace referencia a sus cultivos: huertas de regadío y secano; centeno, mijo, cebada, "en las tierras de sembradura y de regadío de primera calidad se siembra un año lino y alzado este le echan ferraña, otro año mijo y algunas abas mezcladas y lo mismo se siembra en las de segunda". También se destaca el cultivo de "zepa". Hacen de testigos para la redacción del Catastro, como vecinos de la parroquia, Francisco Fernández y Manuel González. 
En el de Madoz cuenta que hay cuatrocientos cuarenta habitantes.  

## Organización territorial
La parroquia está formada por nueve entidades de población, constando una de ellas en el nomenclátor del Instituto Nacional de Estadística español: 
- A Carballeira
- A Laxa
- A Orxeira
- A Pousa
- A Revolta
- Cabo
- Fonte Maior
- O Pazo
- O Souto

## Demografía
| Gráfica de evolución demográfica de Freás entre 2000 y 2023 |
|                                                             |
| Datos según el nomenclátor publicado por el INE.            |

## Patrimonio
Sobre la Iglesia parroquial, Don Enrique Bande Rodríguez en su excelente trabajo "La arquitectura neoclásica y modernista en la comarca de O Carballiño (1840-1920)" sostiene que el templo de Santa María de Freás está edificado sobre otro anterior de origen románico. El que podemos ver en la actualidad comenzó a erigirse en la primera mitad del siglo XIX. El abad Don José Bergano paga 12 reales para la obra del altar mayor y en 1844 da en descargo 540 reales por una imagen de Nuestra Señora hecha en La Coruña por el escultor José Pernas. Su traslado a Freás costó 25 reales y 20 reales se llevó el tallista José Vázquez de esta parroquia, por hacer la peana.
El abad don José Bergano será el que mande erigir el nuevo templo. Desde 1847 ya se había proyectado hacer la obra y se había comenzado el acopio de materiales para la misma, fijándose carteles en parajes visibles anunciando la contrata para febrero de 1848. La contrata se la llevó el Sr. Moreno Fontelo de Baños de Cuntis en 6.800 reales. El 4 de abril de 1848 se presentó con sus oficiales a partir piedra en el punto denominado "la Regueira" que llaman "Regalonga" situado en la parte de La Medorra. De allí trajeron los vecinos 800 carros de piedra. Algunos fue necesario que los tirasen 3 o más yuntas. Llegada la obra al mesado, se acabó el dinero aun así los canteros continuaron la obra. Ante esta situación el párroco llamó a Concejo a los vecinos más honrados de Freás y se acordó subirle 4 reales el jornal diario. Al maestro, 6 reales. El 6 de julio de 1868 Fr. Francisco Fernández, coadjutor del párroco de Santa María de Freás le comunica al Obispo que de pocos años a esta parte se ha construido "a cimentis" la nave del templo: La obra según los peritos quedó decente pero falta el atrio y el cementerio contiguo a la iglesia que se halla abierto y expuesto a desacatos y le pide autorización para dicha obra.
El obispo pide informes al párroco de Eiras, arcipreste de Maside y el 3 de julio de 1868 le da cuenta de que se crea una Junta de la cual era presidente Don Francisco Fernández y la componen Don Benito González párroco de Jurenzás, natural de Freanes y Don Juan Bernárdez Fernández juez de paz de Maside. El obispo le dice que se ponga a la obra del atrio procurando no hacerlo con la magnificencia del plano presentado pero de una manera decente y la manda que lleve cuenta exacta de todo el coste de la obra. 
El arquitecto fue don Juan Cendón Carballal, de O Carballiño que firmó el presupuesto que ascendía a 12.120 reales. El maestro de obras el citado Sr. Fontelo de Cuntis.
Se puede encuadrar el templo dentro del estilo Neoclásico. Posee una fachada de retablo rematada en un entablamento con frontón en el que figuran esculpidas las armas del Conde de Ribadavia, coronado por una espadaña d dos cuerpos con pirámides a los lados. En el cuerpo bajo de la espadaña lleva dos arcos de medio punto que albergan las campanas y en el cuerpo alto un templete con pirámides a los lados. En la fachada soporta una hornacina que alberga un templete con la efigie pétrea de la Virgen y el Niño. La hornacina va coronada con un frontón circular y encima llega una cornisa decorada con triglifos, metopas y frontón.
En el interior, la planta es de una sola nave dividida en tres tramos.
En este templo destaca la proporción, el orden, la claridad y la medida, características del arte neoclásico.